# わら俵建築様式

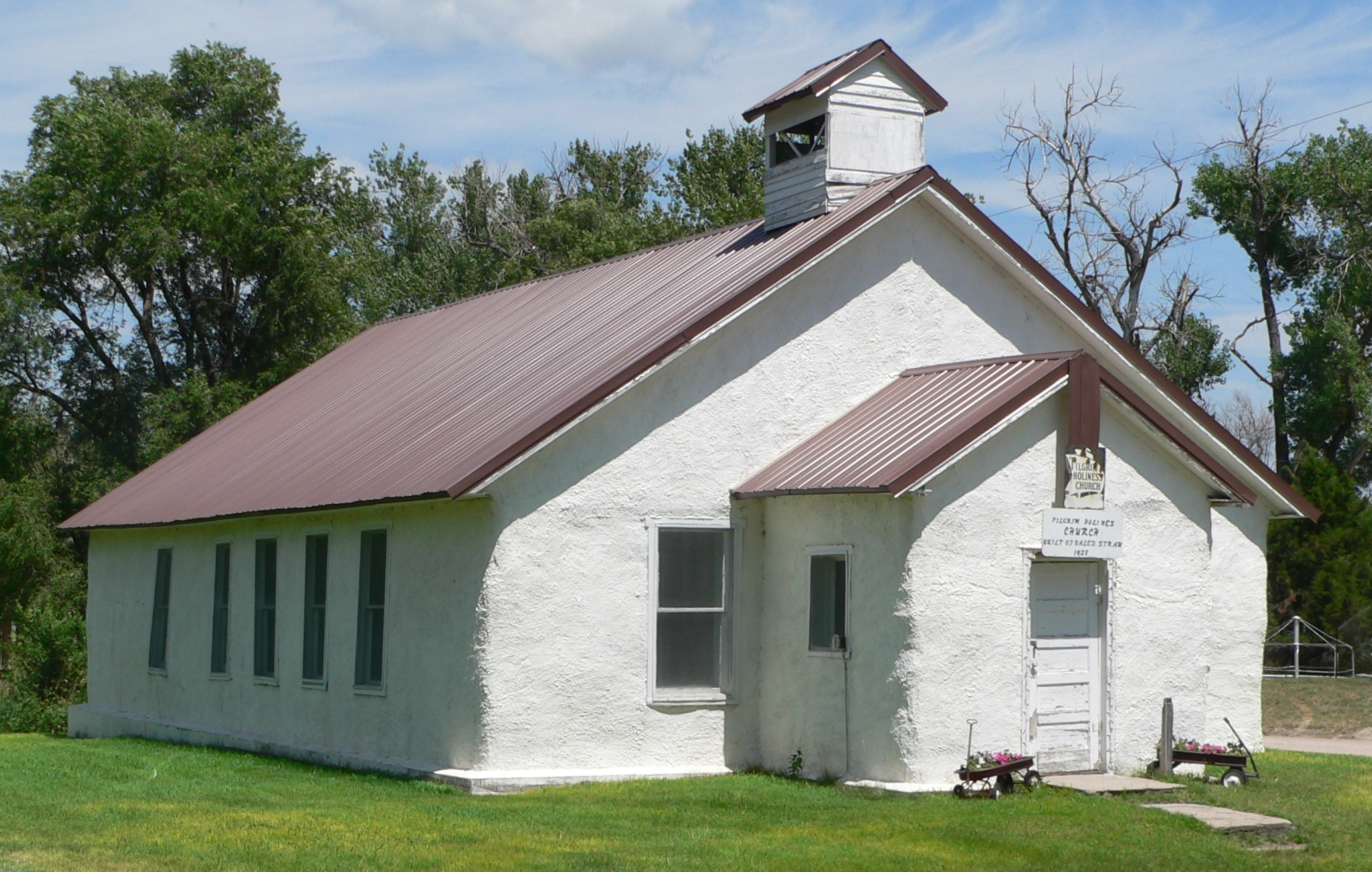

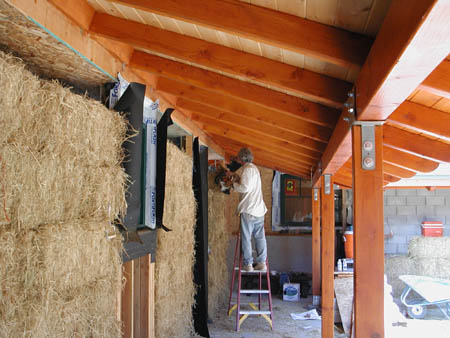

わら俵建築様式（わらたわらけんちくようしき）は、構造、素材、またはその両方にわら俵を使った建築方法である。
これは、普通は自然の建物に使われる。これは、コストや有効性において、一般的な建物よりも優れている点がある。
牧草やわらは、歴史が始まる以前から、ある方法で、世界中で建物の中に使われてきた。それらの機械生産のモジュール化した梱の中での編入は、20世紀はじめのアメリカ中東部、とりわけ草が茂り、それ以外の素材は(たとえ高価な芝でさえ)ないネブラスカの砂丘に戻ったかのようである。
　

## 方法研究
わら俵建築様式は大体は積み重ねられている一連のわらの列(普通ひもでぐるぐる巻きにされている)を土台や、基礎にして構成されている。わらの壁はたいてい竹、？、木材(梱のための内部や、表面に)の釘で結合されていたり、表面に針金の網をつけられたり、そして化粧漆喰や漆喰、さらにセメント、石灰塗料や粘土の下塗りを塗られる。わら建築様式は、素材であるわら(簡単に絶縁材や化粧漆喰の素材として使用)から構成上の枠でさえ作ることができ、『素材』と呼ぶことができ、またわらはたしかに窓や屋根の支えをするし、『支点』、『ネブラスカスタイル』とも呼べる、また骨組みと支点は駆使され、わらは『ハイブリッド』ということもできるだろう。
主に、わらは動き回る機会(農作業貨物)を使って農家で作られる、しかし、最近高度な密集『再圧縮』わら(または『わらのかたまり』)が指示されているであろう積載量を増やしてきている：(農作業貨物)が壁の直線の基底部ごとに600ポンドを支えていて、密度が高いわらは4000ポンドかそれ以上を支えている。そして基本的なわら俵建築用法の方法は、今ますます、他の段ボールや、紙や、プラスチックや使い古しのカーペット、かばんの『素材』、『木のチップ』、『米の殻』などの、くたびれた貨物含む再利用素材のモジュールの結合にまで広がっている。
| スタブアイコン | サブスタブ | この項目は、まだ閲覧者の調べものの参照としては役立たない、工学・技術に関連した書きかけの項目です。この項目を加筆・訂正などしてくださる協力者を求めています。 |